# Histoire de l'Indre

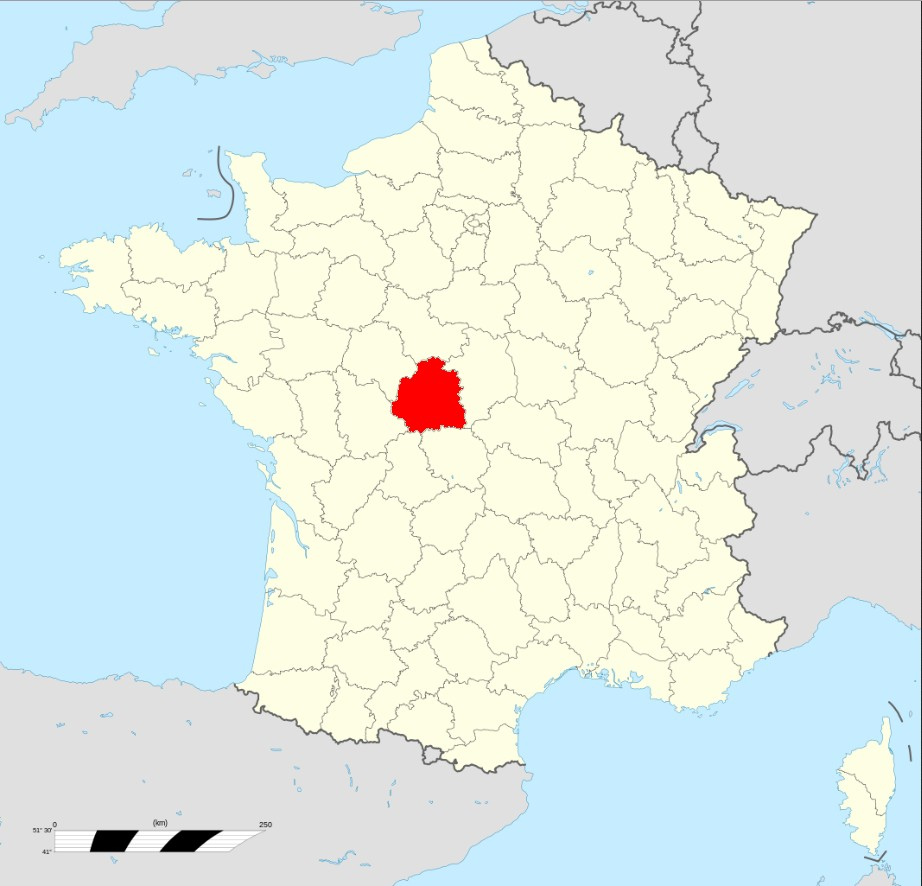
Le département de l'Indre en France.

Le département de l'Indre a été créé à la Révolution française, le 4 mars 1790 en application de la loi du 22 décembre 1789, à partir d'une partie de l'ancienne province du Berry et quelques parcelles du Poitou, de la Marche et de la Touraine. Son chef-lieu était fixé à Châteauroux, avec des districts : au Blanc, à La Châtre, à Issoudun, à Argenton-sur-Creuse et à Châtillon-sur-Indre.

## Révolution française et Empire
Le 28 mars 1773 est né à Châteauroux, Henri Gratien, comte Bertrand.
L’Indre connut de 1790 à 1795 six districts (Argenton, Le Blanc, Châteauroux, Châtillon, La Châtre et Issoudun). De 1791 à 1793, les 6 districts fournirent deux bataillons de volontaires nationaux.

## XIXesiècle
En 1844, la ville de Châteauroux acquiert trois hectares au Champ aux Pages. En 1854, le nouveau quartier est construit pour accueillir un escadron du train des équipages (379 hommes et 112 chevaux). Ce quartier est appelé Bordesoulle.
En 1875, le ministère de la guerre décide d'implanter une division d’infanterie à Châteauroux, ce qui fut réalisé en 1876. Le 90e régiment d'infanterie de ligne s’installe provisoirement dans des casernes avant d’emménager en 1877 dans des nouveaux bâtiments en ville, comme la caserne Bertrand née en 1882 et baptisée ainsi en 1886, construite par l'architecte Alfred Dauvergne.
De 1875 à 1920, les communes d'Issoudun et du Blanc accueillent le 68e régiment d'infanterie de ligne.
Le 6 décembre 1918, deux trains de soldats de retour de permission sont entrés en collision en gare de Lothiers, à la suite d'un épais brouillard. Cet accident aura fait 74 morts.
De plus, de 1940 à 1942, Issoudun tient lieu de garnison, pour le 1er régiment d'infanterie de ligne, le 1er régiment de Flandres et le 72e régiment d'artillerie.
En 1934, après l'arrivée du 14e régiment de tirailleurs algériens à la caserne Bertrand, celle-ci deviendra une cité administrative.

## XXesiècle
Entre le 29 janvier et le 8 février 1939, plus de 2 000 réfugiés espagnols fuyant l'effondrement de la république espagnole devant Franco, arrivent dans l’Indre. Contrairement aux départements voisins qui font appel aux communes, l’Indre réussit à les regrouper dans seulement sept centres, ce qui permet un meilleur contrôle de cette population considérée comme dangereuse. Les réfugiés, essentiellement des femmes et des enfants, sont soumis à une quarantaine stricte, vaccinés, le courrier est limité, le ravitaillement, s'il est peu varié et cuisiné à la française, est cependant assuré. Par deux fois, le parti social français (PSF) organise une manifestation de soutien. Lors de la campagne de France, beaucoup fuient dans l’exode, puis reviennent, certains contraints. Un camp surveillé par la police est ouvert à Douadic par le régime de Vichy.

## L'Indre et l’aéronautique
En 1915, une école d’aviation militaire fut créée à Châteauroux, mais c’est à Déols que l’aviation militaire se développe. Les champs de La Martinerie commencent leur carrière aéronautique en 1916 alors que de 1917 à 1919, le 3e centre d'instruction de l’aviation des forces US était stationné entre Vatan et Issoudun. C'est à ce moment-là que l’armée américaine installa une école dont sortirent en 1918 trois cents pilotes américains.
En 1919, la Martinerie devient un camp d’aviation de chasse. Le 3e régiment de chasse y prend ses quartiers en 1920, avec une centaine de pilotes et une soixantaine d'avions. En 1934 le 3e RAC quitta La Martinerie, il est remplacé par la 32e escadre de bombardement.
Marcel Dassault créa son usine aéronautique en 1936, entre Déols et Coings sur une surface de 157 ha. L'usine emploie jusqu’à 2000 ouvriers à son maximum en 1939 avant de fermer en 1951.
Pendant la période de 1940 à 1944, le site de La Martinerie a été bombardé plusieurs fois par les Allemands, car le site est devenu en 1940 un site de stockage de l'armée de l'air. Ce site fut récupéré par les Allemands en novembre 1942. Après les bombardements alliés de 1944, le site de Châteauroux-La Martinerie est après la Libération la première école de pilotage ouverte.
En mars 1946, la base se transforme en École des transmissions et entrepôts où sont garés des avions qui rejoignent leurs bases d'attache.
L'aéronautique se développe énormément après la guerre à la suite de la présence de l'armée américaine.

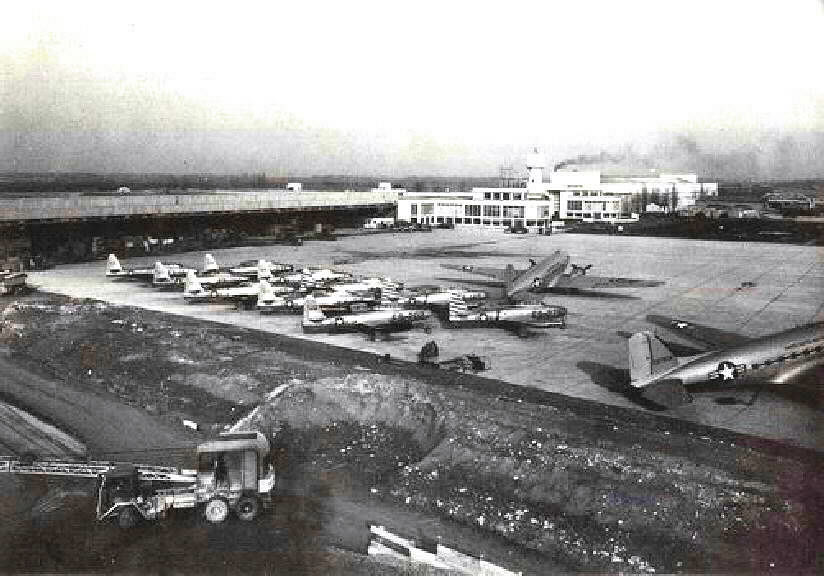
Châteauroux-Déols Air Dépôt

## L'Otan
En 1951, la France donne le site de La Martinerie à l'armée américaine pour créer une base de l'Otan, ainsi que 133 hectares supplémentaires ce qui donna au total, une surface de 386 ha. La base accueille entre 1951 et 1967, 5 000 à 8 000 militaires. Les premiers baraquements arrivent en octobre 1952 sur le site de La Martinerie. De vastes programmes de logement à l’américaine sont mis en place en 1953, dans le quartier Touvent à Châteauroux et en 1958 dans le quartier Brassioux à Déols.
En 1954, « Châteauroux Air Depot » est commandé par l'Air materiel force, puis en 1956 la base devient le « Central air material area Europe » (Camae) et enfin en 1960 elle s'appelle « Centre Otan de Châteauroux ».
Une cérémonie marquant le départ des Américains à Châteauroux et à Déols fut organisée le 23 mars 1967.

## La Martinerie
L'armée française reprend possession du site de La Martinerie en 1967, après le départ des Américains. En 1968 a été créé le centre d'instruction du service du matériel (CISM) de Châteauroux. Un peu plus tard en 1976, le matériel devient une arme à part entière ce qui a pour conséquence la transformation du CISM, en École de Spécialisation du Matériel de l'Armée de Terre (ESMAT), disposant d'un terrain de 300 hectares dont 100 hectares pour la manœuvre. Ce n'est qu'en 1998 que l'ESMAT a disparu au profit du 517e régiment du train.

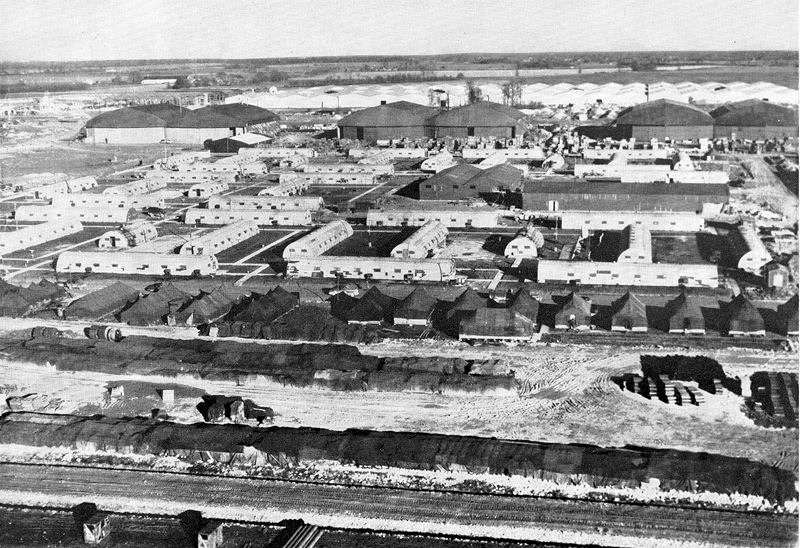
La Martinerie en 1951.

## Le 517erégiment du train
En 1943, à la suite de la dissolution des escadrons du train d'Afrique du Nord, ont été créés des centres d'organisation du train (COT), implantés en Algérie, Tunisie et Maroc.
Le 1er septembre 1944 fut créé le groupe de transport 517, à Rivoli. Celui-ci disparaitra une première fois, le 1er août 1944, avant d'être recrée au Laos, le 1er juin 1946 et pour être à nouveau dissous le 1er mars 1955.
Un an plus tard est créé au Maroc, le 517e bataillon du train, ce bataillon sera supprimé le 31 décembre 1958, en Algérie.
Le 517e régiment du train (517e RT) est créé le 15 juillet 1979 à Laon-Couvron. Il sera restructuré à Vernon en 1984, puis dissous en 1998. Ce n'est que le 1er juillet 1998, que le 517e RT est recrée, puis basé sur le camp de La Martinerie dans le cadre de la refondation et de la professionnalisation de l'armée. La professionnalisation sera effective en 2002, à la suite de la fin de la conscription en 1997. Le premier ministre de l'époque (François Fillon) avait annoncé officiellement, le 24 juillet 2008, la dissolution du 517e régiment du train en 2012, à la suite de la restructuration de la Défense. Le 13 janvier 2012, le maréchal des logis Harouna Diop, en mission en Afghanistan, perdit la vie dans l'explosion de son convoi. La cérémonie officiel de dissolution du 517e RT a eu lieu, le 23 mai 2012.